# Região Geográfica Imediata de Ipatinga

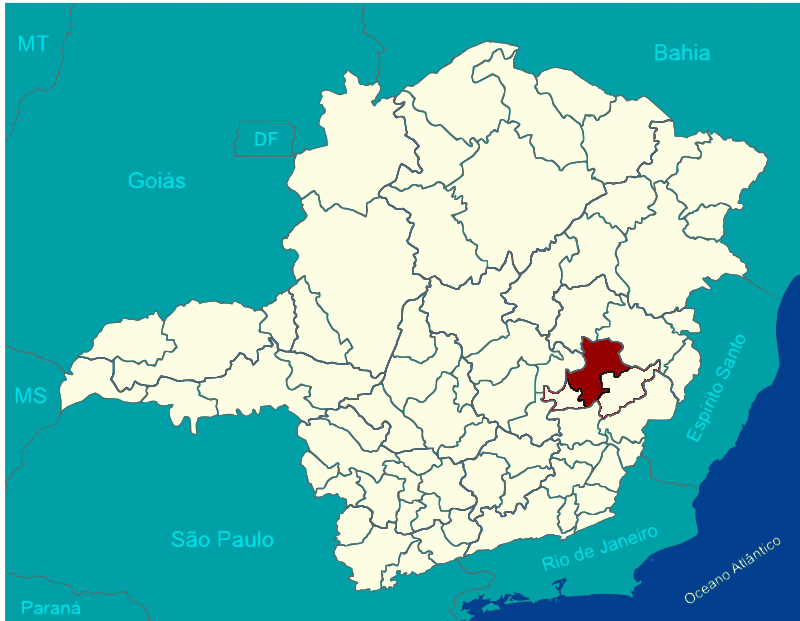
Região Geográfica Imediata de Ipatinga.

A Região Geográfica Imediata de Ipatinga é uma das 70 regiões geográficas imediatas do Estado de Minas Gerais, uma das três regiões geográficas imediatas que compõem a Região Geográfica Intermediária de Ipatinga e uma das 509 regiões geográficas imediatas do Brasil, criadas pelo IBGE em 2017.

## Municípios
É composta por 22 municípios:
- Açucena

- Antônio Dias

- Belo Oriente

- Braúnas

- Bugre

- Coronel Fabriciano

- Dionísio

- Dom Cavati

- Iapu

- Ipaba

- Ipatinga

- Jaguaraçu

- Joanésia

- Marliéria

- Mesquita

- Naque

- Periquito

- Pingo-d'Água

- Santana do Paraíso

- São João do Oriente

- São José do Goiabal

- Timóteo

## Estatísticas
Tem uma população estimada pelo IBGE para 1.º de julho de 2017 de 639 465 habitantes e área total de 6 087,073 km².